# Estació de Gran Via
Gran Via és una estació de les línies 1 i 5 del Metro de Madrid situada sota la Gran Via, al districte Centre, just a sota de la Xarxa de Sant Lluís, una placeta on conflueixen la Gran Via i els carrers de Fuencarral, Hortaleza i Montera.

## Història
Les andanes de la línia 1 es van inaugurar el 1919, amb la resta de la novella xarxa de metro, amb el nom de Xarxa de Sant Lluís (en castellà, Red de San Luís). Un any després, el nom de l'estació va passar a anomenar-se Gran Via, nom que durant la dictadura de Francisco Franco va passar a José Antonio en honor a José Antonio Primo de Rivera.
El 26 de febrer de 1970 es van inaugurar les andanes de la línia 5 i el 1984 l'estació va recuperar el nom de Gran Via.
Durant molts anys la imatge d'aquesta estació va ser la del templet que albergava els ascensors, obra de l'arquitecte Antonio Palacios. Era de granit polit i tenia una marquesina de ferro i cristall. Per a utilitzar l'ascensor calia pagar uns cèntims. El vestíbul original, també obra de Palacios, estava decorat amb taulells. Quan es va desmantellar el templet en 1972 es va traslladar a Porriño (Pontevedra), poble natal de l'arquitecte. Posteriorment, amb la reforma integral de 2018 es va realitzar el projecte d'instal·lar una rèplica del mateix en la seva ubicació original. Durant les obres van aparèixer les restes originals d'aquest templet, concretament el buit dels seus ascensors, situat en l'extrem del carrer Esquivadora amb la Gran Via.
El 3 de juliol de 2016, les andanes de la línia 1 van tancar per obres de millora de les instal·lacions entre les estacions de Plaza de Castella i Sierra de Guadalupe, que van consistir a, en gran part, impermeabilitzar el túnel, el més antic del metro, que va ser reforçat mitjançant injeccions de ciment i projeccions especials de formigó amb malles metàl·liques de suport, i la instal·lació de la catenària rígida, així com el muntatge de la resta d'instal·lacions i serveis. Les andanes de la línia cinc es van tancar del juliol al setembre de 2017.

### Reforma
Des del 20 d'agost de 2018 fins a juliol de 2021, l'estació va romandre tancada per obres per a fer-la accessible per a persones amb mobilitat reduïda, per a connectar-la amb l'estació de Sol de Rodalia de Madrid i per obrir una rèplica de l'ascensor original, amb el templet d'Antonio Palacios, a més d'altres obres de manteniment. El tancament de l'estació no va suposar una tall de la línia, els trens de la qual hi continuaven circulant, però sense aturar-s'hi.
Originalment, després d'assegurar-se de manera reiterada des del govern autonòmic que la reforma no comportaria el tancament de la estción, la data de finalització de les obres estava prevista per a abril de 2019, però després es va retardar a mitjan octubre, el primer trimestre de 2020, març de 2020 i «finals de 2020 o inicis de 2021». La crisi del COVID-19 va ajornar els avanços en les obres i la data de reobertura. El 16 de novembre de 2020, la Comunitat de Madrid va anunciar que les obres de la reforma podrien finalitzar en l'estiu de 2021, fitant-se, després d'un anunci el 7 d'abril de 2021, al mes de juliol. El 3 de juny es va anunciar la data definitiva de l'obertura de l'estació, el 16 de juliol de 2021.

## Accessos
Vestíbul Antonio Palacios
- Gran Vía Carrer de Gran Via, 25
- Hortaleza Carrer de Montera, 48. A prop del Carrer Hortaleza.
- Fuencarral Carrer de Gran Via, 28 (cantonada amb el Carrer de Fuencarral)
- Ascensor Carrer de Montera, 47

## Línies i connexions

### Metro
| << origen/destinació | < estació | línia | estació > | destinació/origen>> |
| -------------------- | --------- | ----- | --------- | ------------------- |
| Pineda de Chamartín  | Tribunal  | 1     | Sol       | Valdecarros         |
| Alameda d'Osuna      | Chueca    | 5     | Callao    | Casa de Campo       |

### Rodalia
| << origen/destinació                  | < estació          | línia | estació > | >> destinació/origen |
| ------------------------------------- | ------------------ | ----- | --------- | -------------------- |
| Chamartín                             | Nuevos Ministerios | C-3   | Atocha    | Aranjuez             |
| Alcobendas-San Sebastián de los Reyes | Nuevos Ministerios | C-4   | Atocha    | Parla                |
| Colmenar Viejo                        | Nuevos Ministerios | C-4   | Atocha    | Parla                |

### Autobusos
| Diürns   |                       |                       |
| Línia    | Destinació            | Parada                |
| 1        | Prosperitat           | 724 GRAN VIA-MONTERA  |
| 2        | Manuel Becerra        | 724 GRAN VIA-MONTERA  |
| 3        | San Amaro             | 724 GRAN VIA-MONTERA  |
| 46       | Sol / Sevilla         | 724 GRAN VIA-MONTERA  |
| 74       | Parc de les Avingudes | 724 GRAN VIA-MONTERA  |
| 146      | Los Molinos           | 724 GRAN VIA-MONTERA  |
| 001      | Estació d'Atocha      | 724 GRAN VIA-MONTERA  |
| 1        | Cristo Rey            | 4094 GRAN VIA-MONTERA |
| 2        | Reina Victòria        | 4094 GRAN VIA-MONTERA |
| 46       | Moncloa               | 4094 GRAN VIA-MONTERA |
| 74       | Pº Pintor Rosers      | 4094 GRAN VIA-MONTERA |
| 146      | Callao                | 4094 GRAN VIA-MONTERA |
| 001      | Moncloa               | 4094 GRAN VIA-MONTERA |
| 002      | Argüelles             | 4094 GRAN VIA-MONTERA |
| 002      | Porta de Toledo       | 4096 METRO GRAN VIA   |
| Nocturns |                       |                       |
| Línia    | Destinació            | Parada                |
| N16      | Cibeles               | 724 GRAN VIA-MONTERA  |
| N18      | Cibeles               | 724 GRAN VIA-MONTERA  |
| N19      | Cibeles               | 724 GRAN VIA-MONTERA  |
| N20      | Cibeles               | 724 GRAN VIA-MONTERA  |
| N21      | Cibeles               | 724 GRAN VIA-MONTERA  |
| N16      | La Pesseta            | 4094 GRAN VIA-MONTERA |
| N18      | Les Águilas           | 4094 GRAN VIA-MONTERA |
| N19      | Colònia Sant Ignasi   | 4094 GRAN VIA-MONTERA |
| N20      | Pitis                 | 4094 GRAN VIA-MONTERA |
| N21      | Arroyo del Fresno     | 4094 GRAN VIA-MONTERA |

## Galeria (l'estació després de la reforma de 2018-2021)
- Nou vestíbul principal
- Emblema de Madrid
- Noves portes d'accés
- Noves màquines de bitllets
- Vitrina amb restes arqueològiques
- Cap de ceràmica d'un Lleó, de la decoració original